# Outremer véritable
Cet article court présente un sujet plus développé dans : Bleu outremer.

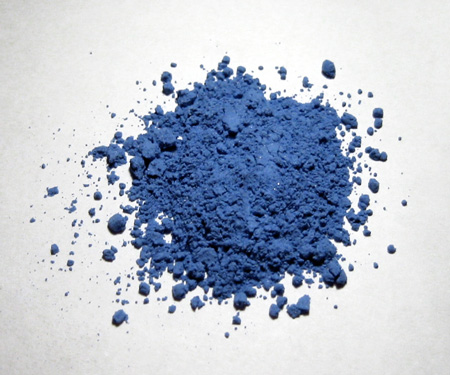
Bleu outremer véritable.

Le bleu outremer naturel ou outremer véritable provient du broyage de la pierre fine de lapis-lazuli. Composé de lazurite bleue (à ne pas confondre avec l'azurite) et de pyrites de fer, ce minéral résulte de la fusion volcanique. Dans le domaine de la restauration d'œuvres d'art, on le désigne comme lapis, pour le distinguer de l'outremer synthétique, chimiquement identique, mais d'une coloration légèrement différente (PRV).
Il fut utilisé en Europe à partir du XIIe siècle, dans les enluminures, importé de l'Orient où il était probablement déjà fabriqué par les Arabes. Au début de la Renaissance, il commença à être fabriqué en Europe.
L'extraction du pigment nécessite en effet de longues opérations. Le broyage du lapis-lazuli ne donne qu'un mélange, dont il faut séparer la lazurite. « on préparait un mélange de plâtre, de résine, d'huile et de cire qui retenait par ses propriétés de surface les impuretés ». Le processus physique qui permet cette séparation n'est pas totalement élucidé (Ball 2010). Le bleu obtenu variait de teinte et surtout d'intensité. Le prix du pigment était très élevé ; on a affirmé qu'il dépassait celui de l'or.
En 1826, le Français Jean-Baptiste Guimet et l'Allemand Christian Gmelin mettent au point séparément un procédé de synthèse du bleu outremer. Le pigment minéral de synthèse produit industriellement, le bleu Guimet, est chimiquement identique au pigment naturel, mais sa teinte est légèrement différente, en raison principalement de la forme de ses grains. 